# Небраска (филм)
„Небраска“ (на английски: Nebraska) е американски филм от 2013 г., драма на режисьора Александър Пейн. Премиерата му е на 23 май 2013 г. на кинофестивала в Кан, а в България филмът е показан в рамките на Sofia Independent Film Festival през 2013 г.
В центъра на сюжета е сенилен възрастен мъж, убеден, че е спечелил милион от томбола в друг щат, и сина му, който предприема пътуване с него, сблъсквайки се с места и хора от неговото минало. Главните роли се изпълняват от Брус Дърн, Уил Форте, Джун Скуиб, Боб Оденкърк.

## Актьорски състав
| Актьор           | Роля         |
| ---------------- | ------------ |
| Брус Дърн        | Удроу Грант  |
| Уил Форте        | Дейвид Грант |
| Джун Скуиб       | Кейт Грант   |
| Боб Оденкърк     | Рос Грант    |
| Стейси Кийч      | Ед Пиграм    |
| Мери Луис Уилсън | Марта        |
| Миси Доти        | Ноел         |

## Награди и номинации
| Категория                              | Номиниран(и)                         | Резултат               |
| Оскар (2 март 2014 г.)                 | Оскар (2 март 2014 г.)               | Оскар (2 март 2014 г.) |
| -------------------------------------- | ------------------------------------ | ---------------------- |
| Най-добър филм                         | Най-добър филм                       | номинация              |
| Най-добър режисьор                     | Александър Пейн                      | номинация              |
| Най-добър оригинален сценарий          | Боб Нелсън                           | номинация              |
| Най-добра кинематография               | Федон Папамайкъл                     | номинация              |
| Най-добра мъжка роля                   | Брус Дърн                            | номинация              |
| Най-добра поддържаща женска роля       | Джун Скуиб                           | номинация              |
| Награда на БАФТА (16 февруари 2014 г.) |                                      |                        |
| Най-добър оригинален сценарий          | Боб Нелсън                           | номинация              |
| Най-добра кинематография               | Федон Папамайкъл                     | номинация              |
| Най-добър актьор в главна роля         | Брус Дърн                            | номинация              |
| Златен глобус (12 януари 2014 г.)      |                                      |                        |
| Най-добър филм – мюзикъл или комедия   | Най-добър филм – мюзикъл или комедия | номинация              |
| Най-добър режисьор                     | Александър Пейн                      | номинация              |
| Най-добър сценарий                     | Боб Нелсън                           | номинация              |
| Най-добър актьор в мюзикъл или комедия | Брус Дърн                            | номинация              |
| Най-добра актриса в поддържаща роля    | Джун Скуиб                           | номинация              |
| Сателит (23 февруари 2014 г.)          |                                      |                        |
| Най-добър актьорски състав             | Най-добър актьорски състав           | награда                |
| Най-добра актриса в поддържаща роля    | Джун Скуиб                           | награда                |
| Най-добър актьор                       | Брус Дърн                            | номинация              |